# Ларошфуко, Амбруаз-Поликарп де
Амбруаз-Поликарп де Ларошфуко (фр. Ambroise-Polycarpe de La Rochefoucaud; 2 апреля 1765, Париж — 2 июня 1841, Монмирай), герцог де Дудовиль — французский государственный деятель.

## Биография
Сын Жана-Франсуа де Ларошфуко, маркиза де Сюржера, и Анн-Сабин-Розали Шовлен де Гробуа.
Дипломом от 1780 года возведен в достоинство гранда Испании 1-го класса с титулом герцога де Дудовиль.
В 1781 году поступил на службу суб-лейтенантом в драгунский полк. В 1790 году покинул армию в чине секунд-майора.
Ко времени революции был губернатором и великим бальи Шартра, и в этой последней должности председательствовал на ассамблее бальяжа в процессе избрания депутатов Генеральных штатов.
Эмигрировал в 1790 году, после чего посвятил себя образовательным путешествиям по различным странам.
Вернулся во Францию в 1800 году, при Консульстве. Несмотря на авансы Наполеона, держался в стороне от политики, согласившись лишь на должность члена генерального совета департамента Марны.
При Первой реставрации Месье, ставший генеральным наместником королевства, 22 апреля 1814 назначил Ларошфуко чрезвычайным королевским комиссаром во 2-й военной дивизии (Мезьер). 4 июня 1814 назначен пэром Франции с признанием герцогского титула. 13 августа стал кавалером ордена Святого Людовика.
В период Ста дней подписал адрес, поданый основателями отеческой ассоциации рыцарей ордена Святого Людовика королю.
При Второй реставрации король назначил Дудовиля президентом избирательной коллегии Марны, а также президентом высшего совета Политехнической школы.
В Палате пэров заседал с пламенными роялистами, на процессе маршала Нея голосовал за смерть, и был убежденным борцом против свободы печати, в которой видел источник гибели для страны.
9 января 1822 стал членом тайного совета, 17 августа офицером ордена Почетного легиона.
Назначенный 26 декабря 1821 генеральным директором почт, получил репутацию умелого администратора и существенно улучшил работу ведомства.
7 января 1824 пожалован в рыцари орденов короля.
4 августа 1824 был назначен Карлом X государственным министром департамента Дома короля, сменив маршала Лористона; сохранял этот пост до 4 января 1828. Одной из важнейших его акций в этой должности было присоединение к королевскому домену земли Гриньон, где герцог учредил Сельскохозяйственную школу, просуществовавшую до начала XXI века.
Говорили, что он сильно порицал позицию властей в связи с погребением его кузена герцога де Лианкура, а в 1828 году боролся против роспуска национальной гвардии, когда же решение об этом было принято, ушел в отставку с поста министра, посвятив себя управлению благотворительными учреждениями.
Согласно «Словарю французских парламентариев», Июльскую революцию Дудовиль воспринял с печалью, хотя и принес присягу Луи Филиппу. Выступив в Палате пэров против постановления о вечном изгнании принцев, которым он служил, Ларошфуко 9 января 1831 направил письмо президенту палаты с отказом от членства, и в тот же день был исключен из списка пэров. На сайте Сената Франции приведена дата 15 января 1832.

## Семья
Жена (8.04.1779): Бенинь-Огюстин-Франсуаза Летелье де Лувуа (4.06.1764—21.01.1849), дочь Шарля-Франсуа-Сезара Летелье, маркиза де Монмирая, и Шарлотты-Бенини Лерагуа де Бретонвилле
Дети:
- Франсуаза-Шарлотта-Эрнестина (20.12.1781—15.11.1802). Муж (май 1798): Пьер-Шарль-Жюль Шат (1769—1833), маркиз де Растиньяк
- Луи-Франсуа-Состен (15.02.1785—5.10.1864), герцог де Дудовиль. Жена 1) (1807): Элизабет де Монморанси-Лаваль (1790—1834); 2) (1841): Генриетта де Латрусс де Вертейяк (1797—1881)